# Буна (притока Неретви)
Буна (сербохорв. Буна, Neretva) — невеличка річка в Боснії і Герцеговині, ліва притока Неретиви. Бере початок з карстової печери біля села Благай, на південний схід від Мостара. До свого витоку Буна протікає під землею 19,5 км. Річка за деякими джерелами є найбільшою карстовою річкою у Європі та має надзвичайно холодну воду. Буна тече на захід приблизно 9 км, починається в Благаї і петляє через села Благай, Косор, Мало Поле, Ходбіна і зливається з Неретвою біля поселення Буна. Річка Буниця є основною лівою притокою Буни.
Околиці річки придатні для сільського господарства, особливо фруктів, овочів та винограду. 

## Пам'ятки
Біля самого джерела, яке випливає з глибокої печери в Благаї, є стародавня дервішська текія, пам'ятка загальнодержавного значення.

## Галерея

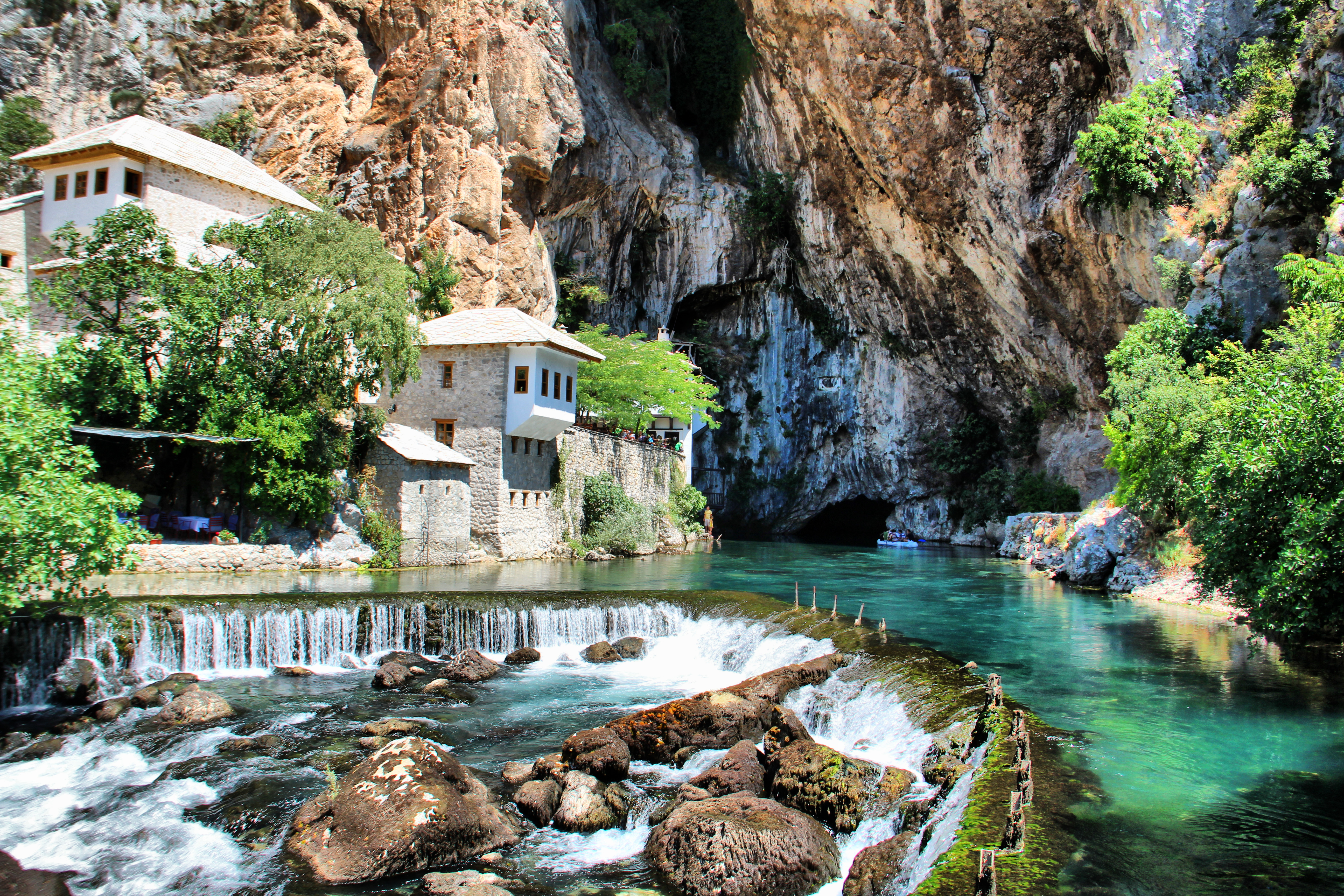
Дервішська текія біля витоку річки з печери в Благаї
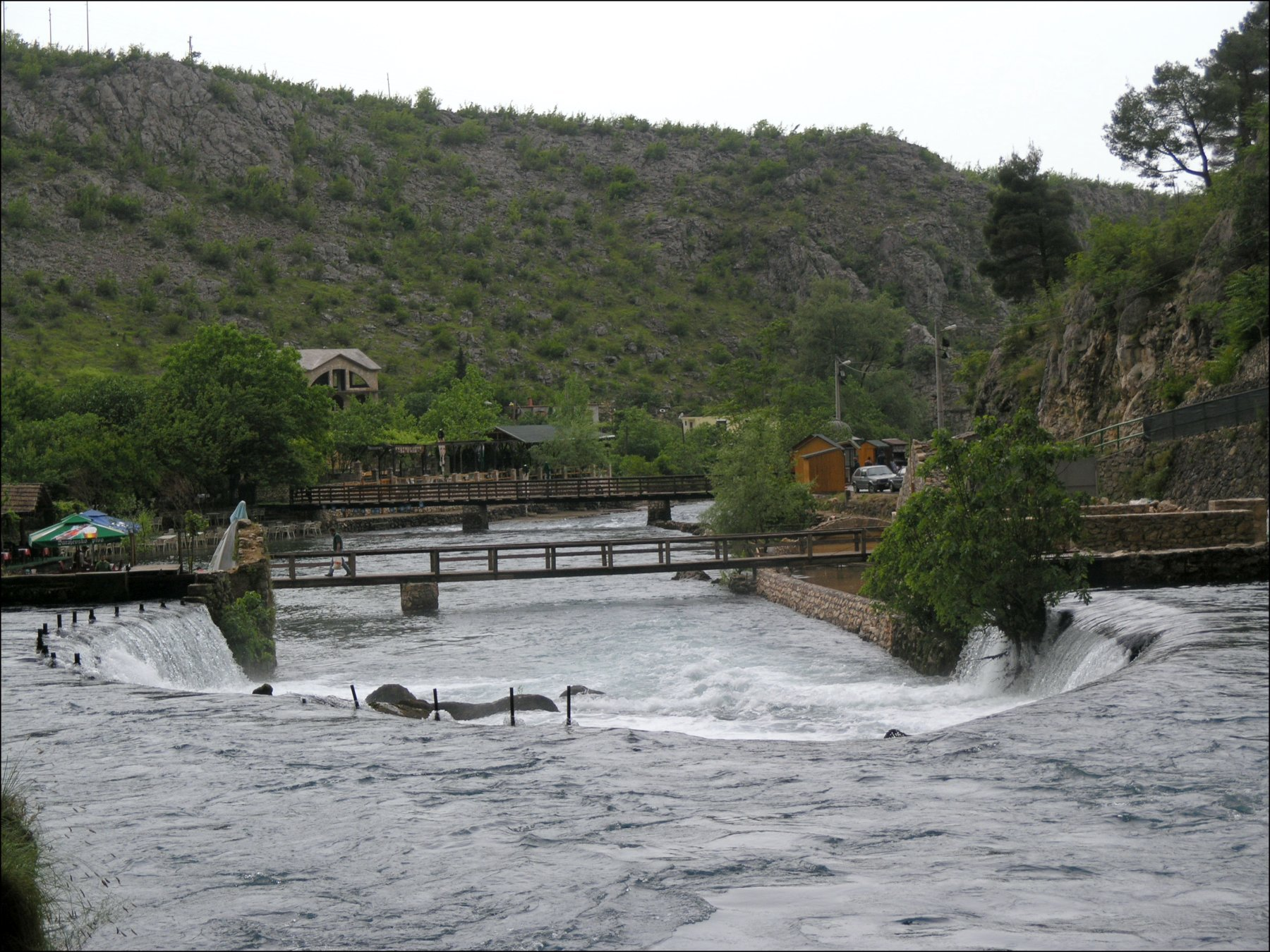
Мости через річку Буна в Благаї